# San Martín de las Pirámides
San Martín de las Pirámides es una población mexicana y cabecera municipal de San Martín de las Pirámides; esta localidad ubicada al noreste del estado de México, tiene una población de 7,546 habitantes.